# Запис орах код школе (Сладаја)
Запис орах код школе (Сладаја) се налази на парцели чији је власник Основна школа "Стеван Немања".

## Локација
| Општина             | Деспотовац                                            |
| Катастарска општина | Сладаја                                               |
| Потес               | Мочило                                                |
| Координате          | 44° 07′ 42″ С; 21° 33′ 07″ И / 44.1282° С; 21.5519° И |
| Надморска висина    | 500m                                                  |

## Карактеристике
Дендрометријске вредности утврђене на терену и сателитским снимцима:
| Стабло                     | Орах |
| Висина стабла              | m    |
| Обим дебла                 | m    |
| Пречник крошње             | 7m   |
| Пречник дебла              | m    |
| Висина дебла до прве гране | m    |

## База записа
Запис је у оквиру Викимедија пројекта "Запис - Свето дрво" заведен под редним бројем 0417.